# Resurrection Through Carnage
Resurrection Through Carnage är svenska death metal-bandet Bloodbaths första studioalbum. Albumet gavs ut den 25 november 2002.

## Låtförteckning
1. "Ways To The Grave" - 04:09
2. "So You Die" - 03:19
3. "Mass Strangulation" - 03:32
4. "Death Delirium" - 05:06
5. "Buried By The Dead" - 03:14
6. "The Soulcollector" - 03:38
7. "Bathe In Blood" - 04:12
8. "Trail Of Insects" - 04:36
9. "Like Fire" - 04:35
10. "Cry My Name" - 04:41

## Banduppsättning
- Mikael Åkerfeldt - sång
- Anders "Blakkheim" Nystrom - gitarr, bakgrundssång
- Jonas Renske - bas, bakgrundssång
- Dan Swanö - trummor, bakgrundssång, producent, ljudtekniker

### Övriga medverkande
- Travis Smith - design